# Tuo (affluent du Yangzi)
La Tuo (caractères chinois : 沱江 ; pinyin : Tuó Jiāng ) est une rivière  qui coule dans la province chinoise du  Sichuan. C'est un des affluents majeurs du fleuve Yangzi Jiang dans laquelle elle se jette à la hauteur de Luzhou. La rivière est longue de 627,4 kilomètres et son bassin versant a une superficie de 27 800 km². Son débit moyen est d'environ 580 m³/s. Le fleuve prend sa source  à Jiuding Shan près de la ville de Mianzhu dans une région montagneuse. Elle quitte celle-ci en se dirigeant vers la ville de Hanwang. Elle pénètre alors dans la plaine de Chengdu. La Tuo est un fleuve qui joue un rôle important à la fois sur le plan économique et écologique pour l'arrière pays du Sichuan. Le fleuve traverse les villes de Deyang, Ziyang, Neijiang et Luzhou. La rivière a un affluent majeur (rive droite) : la rivière Fuxi.